# Bernhard Holaschke
Bernhard Holaschke (* 1986 in Heilbronn) ist ein deutscher bildender Künstler. Er lebt und arbeitet in Berlin.

## Leben
Bernhard Holaschke studierte von 2009 bis 2012 Malerei bei Andreas Schulze und von 2012 bis 2016 Film- und Videokunst bei Marcel Odenbach an der Kunstakademie Düsseldorf.

## Werk
Unter Einbeziehung von Video, Malerei, Zeichnung, Objekt und Skulptur verhandelt Holaschke ikonografische Repräsentationen kultureller Identitätsgüter und Relikte. Dabei nutzt der Künstler sowohl kunsthistorisch traditionelle Motive als auch Bilder der Popkultur der 1990er-Jahre bis in die Gegenwart.
Neben seiner Ausstellungstätigkeit arbeitet Bernhard Holaschke mit DJs und Musikern zusammen, beispielsweise an Plattencovern, Musikvideos und Bühnenshows für Benjamin Damage, Blawan, Exos, Len Faki, Ufo95 und Wata Igarashi.

## Ausstellungen
Seine Werke wurden in zahlreichen Einzel- und Gruppenausstellungen gezeigt, so unter anderem im Kunstverein Maschinenhaus Zeche Carl e.V. (Essen), Giallo Giallo Project (Berlin), Ashes on Ashes Gallery (New York), 2nd Bangkok Bienial (Bangkok), Plague Space (Krasnodar), Kunstmuseum Solingen (Solingen) und Storage Capacité (Berlin).

## Publikationen
- Bernhard Holschke: This Is All I Could Do. Distanz Verlag, ISBN 978-3-95476-624-6
- Bernhard Holschke: Do you believe in Gods. Distanz Verlag, ISBN 978-3-95476-414-3.